# Les Moonves
Leslie Roy Moonves (New York, 6 ottobre 1949) è un imprenditore e dirigente d'azienda statunitense.

È stato amministratore delegato di CBS Corporation dal 2003 al 2018. Ha inoltre fatto parte del consiglio di amministrazione di ZeniMax Media fino al 2021.
Dal 2004 è sposato con Julie Chen. La coppia ha avuto un figlio nel 2009.